# مؤتمر رؤساء الجامعات الألمانية
هي جمعية طوعية من الجامعات الحكومية والمعترف بها من الدولة وغيرها من مؤسسات التعليم العالي في ألمانيا، ولديها حاليا 257 مؤسسة عضوا يسجل فيها أكثر من 96 في المائة من جميع الطلاب في ألمانيا.

## المنظمة
تتم إدارة (HRK) من قبل مكتب تضم ثمانية أعضاء وممثلة للخارج، رئيس HRK هو هورست هيبلر منذ عام 2012. تتخذ المنظمة القرارات والتوصيات الأساسية من الاجتماع نصف
السنوي يوم ومجلس الشيوخ. يجب أن يكون لHRK أمانة في بون ولها مكاتب في برلين وبروكسل ومكتب في طوكيو، الدعم المالي والقانوني لل HRK هو الأساس لتعزيز مؤتمر رؤساء الجامعات الألمانية. المكتبة لديها واحد من أكبر مجموعات التعليم والعلوم السياسة العليا الخاصة من جمهورية ألمانيا الاتحادية مع أكثر من 69،000 الدراسات، 800 المجلات وباستمرار عقد كتالوجات من جميع الجامعات الألمانية منذ عام 1945 
تحت مظلة المنظمة تعمل عدد من المشاريع، بما في ذلك مشروع «العلاقة - نحن جعل التحولات، وتحسين النجاح الأكاديمي،» ويضيف جنبا إلى جنب مع جمعية المانحين لجائزة ARS العلوم الألمانية للأساتذة الخبراء في الجامعات جنبا إلى جنب مع مؤسسة برتلسمان التي تأسست في عام 1994، ومركز غير ربحي لتطوير التعليم العالي (CHE )، ومركز أبحاث والاستشارات لإصلاح النظام الجامعي الألماني

## روابط خارجية
- https://www.hrk.de/